# Repaix
Repaix település Franciaországban, Meurthe-et-Moselle megyében. Lakosainak száma 109 fő (2022. január 1.). Repaix Autrepierre, Blâmont, Gogney, Igney és Verdenal községekkel határos.

## Népesség
A település népessége az elmúlt években az alábbi módon változott:
| Lakosok száma | 111  | 93   | 95   | 82   | 89   | 90   | 97   | 105  | 109  | 109  |
|               | 1968 | 1982 | 1990 | 2006 | 2013 | 2015 | 2017 | 2019 | 2020 | 2022 |